# 芦花公園団地
芦花公園団地（ろかこうえんだんち）は、東京都世田谷区に立地する日本住宅公団の造成した公団住宅である。

## 概要
1958年（昭和33年）に、世田谷区4番目の公団住宅として竣工した。近くには「芦花公園」と通称される蘆花恒春園がある。また、廊下によってH型に連結されているという、特徴的な住棟もあった。また、現在は住棟の老朽化を理由として、新たな「芦花公園団地」（南烏山2-30地区）と、「アクティ芦花公園」（南烏山2-37地区）の2つの団地への建て替えが進んでいる。

## 基本データ（建て替え前）
- 竣工 - 1958年（昭和33年）
- 構成 - 19棟から構成、全573戸
- 所在 - 東京都世田谷区南烏山2

## 住棟構成（建て替え前）
- 中層フラット棟 - 16棟（北・南・片廊下型）（内、4棟は単身棟）
- スターハウス - 3棟
  - 単身棟は、4棟の中層フラット棟を廊下によってH型に連結されていた。

## 交通
- 芦花公園駅（京王電鉄京王線）より徒歩4分
- 千歳烏山駅（京王電鉄京王線）より徒歩8分